# Sericostoma maclachlanianum
Sericostoma maclachlanianum là một loài Trichoptera trong họ Sericostomatidae. Chúng phân bố ở miền Cổ bắc.